# Lebakherang
Lebakherang is een bestuurslaag in het regentschap Kuningan van de provincie West-Java, Indonesië. Lebakherang telt 993 inwoners (volkstelling 2010).